# Friedrich Ritschl
Friedrich Wilhelm Ritschl (født 6. april 1806 i Grossvargula i Thüringen, død 9. november 1876 i Leipzig) var en tysk filolog, fætter til Albrecht Ritschl. 
Ritschl virkede som privatdocent i Halle fra 1829, blev professor 1832, kom 1834 til Breslau, 1839 til Bonn, hvor han 1854 tillige blev overbibliotekar, og blev endelig 1865 professor i Leipzig. Fra 1841 til sin død redigerede han tidsskriftet "Rheinisches Museum". I sin ungdom beskæftigede han sig en del med den græske litteratur, hvorom han skrev forskellige afhandlinger, men hans hovedvirksomhed ligger på den latinske filologis område, hvor han i flere henseender virkede banebrydende. 
Især har han store fortjenester af studiet af Plautus, hvis komedier han udgav (3 bind, 1848—54; ny, udvidet udgave, besørget efter Ritschls forarbejder af hans disciple, 4 bind, 1878—94). Han anstillede omhyggelige studier af det gamle latinske sprog, især som det kendes gennem indskrifter, og udgav en indskriftsamling Priscæ latinitatis monumenta epigraphica (1864), men hans anvendelse af disse studiers resultater på Plautus' tekst er ikke uden vilkårlighed. Af hans skrifter må også nævnes Parerga zu Plautus und Terenz (1845). Hans Kleine philologische Schriften udkom i 5 bind (1867—79).